# Pseudolobetus tibialis
Pseudolobetus tibialis es una especie de coleóptero de la familia Cantharidae.

## Distribución geográfica
Habita en Costa Rica.